# Hyposmocoma ferricolor
Hyposmocoma ferricolor là một loài bướm đêm thuộc họ Cosmopterigidae. Nó là loài đặc hữu của Hawaii. Loài địa phương ở Hualalai, nơi nó được tim thấy ở độ cao 5,000 feet.